# 2012年の地震
2012年の地震のリスト。マグニチュード6以上または大きな損害、死者の発生、その他特筆される地震をまとめる。注記がない限りUTCで表す。

## 過去10年間との比較
| マグニチュード | 2000 | 2001 | 2002 | 2003 | 2004 | 2005 | 2006 | 2007 | 2008 | 2009 | 2010 | 2011 | 2012 |
| -------------- | ---- | ---- | ---- | ---- | ---- | ---- | ---- | ---- | ---- | ---- | ---- | ---- | ---- |
| 8 - 9.9        | 1    | 1    | 0    | 1    | 2    | 1    | 2    | 4    | 0    | 1    | 1    | 1    | 2    |
| 7 - 7.9        | 14   | 15   | 13   | 14   | 14   | 10   | 9    | 14   | 12   | 16   | 21   | 19   | 15   |
| 6 - 6.9        | 146  | 121  | 127  | 140  | 141  | 140  | 142  | 178  | 168  | 144  | 151  | 204  | 129  |
| 5 - 5.9        | 1344 | 1224 | 1201 | 1203 | 1515 | 1693 | 1712 | 2074 | 1768 | 1896 | 1963 | 2271 | 1412 |
| 計             | 1505 | 1361 | 1341 | 1358 | 1672 | 1844 | 1865 | 2270 | 1948 | 2057 | 2136 | 2495 | 1558 |

- Note that an increase in detected earthquake numbers does not necessarily represent an increase in earthquakes per se. Population increase, habitation spread, and advances in earthquake detection technology all contribute to higher earthquake numbers being recorded over time. USGS's Earthquake Myths has more information.

- より正確な時間と場所はUSGS and EMSCを参照。

## 概要

### 死者数
| ランク | 死者数 | マグニチュード | 場所                         | 深さ (km) | 日付     |
| ------ | ------ | -------------- | ---------------------------- | --------- | -------- |
| 1      | 306    |                | イラン北西部                 | 9.9       | 8月11日  |
| 2      | 139    | 7.4            | グアテマラ、メキシコ         | 41.6      | 11月7日  |
| 3      | 113    | 6.7            | フィリピン・ネグロス島沖     | 20.0      | 2月6日   |
| 4      | 81     | 5.6            | 中国・雲南                   | 9.9       | 9月7日   |
| 5      | 75     |                | アフガニスタン・バグラーン州 | 15.0      | 6月11日  |
| 6      | 38     | 6.8            | ミャンマー                   | 9.8       | 11月11日 |
| 7      | 27     |                | イタリア北部                 | 9.0       | 3月20日  |
| 8      | 10     | 8.6            | インドネシア・スマトラ島沖   | 22.9      | 4月11日  |

- 註: 死者10人以上

### マグニチュード
| ランク | マグニチュード | 死者数 | 場所                         | 深さ (km) | 日付     |
| ------ | -------------- | ------ | ---------------------------- | --------- | -------- |
| 1      | 8.6            | 10     | インドネシア・アチェ州       | 22.9      | 4月11日  |
| 2      | 8.2            | 0      | インドネシア・アチェ州       | 16.4      | 4月11日  |
| 3      | 7.8            | 0      | カナダ・ハイダ・グワイ       | 17.5      | 10月28日 |
| 4      | 7.7            | 0      | ロシア・オホーツク海         | 625.9     | 8月14日  |
| 5      | 7.6            | 1      | フィリピン・サマール島       | 33        | 8月13日  |
| 6      | 7.6            | 0      | コスタリカ・グアナカステ州   | 40.8      | 9月5日   |
| 7      | 7.4            | 2      | メキシコ・オアハカ州         | 20        | 3月20日  |
| 8      | 7.4            | 0      | エルサルバドル               | 20.3      | 8月27日  |
| 9      | 7.4            | 139    | グアテマラ、メキシコ         | 41.6      | 11月7日  |
| 10     | 7.3            | 0      | コロンビア                   | 170       | 9月30日  |
| 11     | 7.3            | 3      | 日本・本州                   | 36.1      | 12月7日  |
| 12     | 7.2            | 1      | インドネシア・スマトラ島     | 20.5      | 1月11日  |
| 13     | 7.1            | 1      | チリ・タルカ                 | 30        | 3月25日  |
| 14     | 7.1            | 0      | バヌアツ                     | 23.1      | 2月2日   |
| 15     | 7.0            | 0      | ニュージーランド・クック海峡 | 236.1     | 7月3日   |

- 註: マグニチュード7.0以上

## 各月の地震

### 1月
- マグニチュード 6.8 鳥島近海 1月1日、震源の深さ348.5 km.[2]

- マグニチュード 6.6 サンタクルーズ諸島 1月8日、震源の深さ38.9 km.[3]

- マグニチュード 7.2 スマトラ島西方沖 1月11日、震源の深さ20.5 km.[4]

- マグニチュード 6.6 サウス・シェトランド諸島 1月15日、震源の深さ10.0 km.[5]

- マグニチュード 6.2 サウス・シェトランド諸島 1月15日、震源の深さ14.8 km.[6]

- マグニチュード 6.3 メキシコ・チアパス州沖 1月21日、震源の深さ79.5 km.[7]

- マグニチュード 6.0 サウスサンドウィッチ諸島 1月22日、震源の深さ13 km.[8]

- マグニチュード 6.2 チリ・ビオビオ州 1月23日、震源の深さ29.7 km.[9]

- マグニチュード 6.3 フィジー 1月24日、震源の深さ582.8 km.[10]

- マグニチュード 6.3 ペルー沖 1月30日、震源の深さ39.2 km.[11]

### 2月
- マグニチュード 7.1 バヌアツ・エファテ島 2月2日、震源の深さ23.1 km. 後にマグニチュード6.0の余震が続いた、震源の深さ21.7 km.[12]

- マグニチュード 6.1 バヌアツ・イサンゲル 2月5日、震源の深さ163.4 km.[13]

- マグニチュード 6.0 バヌアツ・エファテ島 2月5日、震源の深さ10.3 km.[14]

- マグニチュード 6.7 ネグロス島、セブ島 2月6日、震源の深さ20 km, 死者113人 [15][16]

- マグニチュード 6.0 ネグロス島 2月6日、震源の深さ15 km.[17]

- マグニチュード 6.0 コスタリカ・プンタレナス州 2月13日、震源の深さ11 km.[18]

- マグニチュード 6.0 本州東方沖 2月14日、震源の深さ10 km.[19]

- マグニチュード 6.4 ソロモン諸島・キラキラ 2月14日、震源の深さ54.7 km.[20]

- マグニチュード 6.0 オレゴン州沖 2月15日、震源の深さ10 km.[21]

- マグニチュード 6.0 メキシコ・チアパス州 2月16日.[22]

- マグニチュード 6.7 ロシア・南西シベリア 2月26日、震源の深さ11.7 km.[23]

### 3月
- マグニチュード 6.6 ニューカレドニア 3月3日、震源の深さ15.2 km.[24]

- マグニチュード 6.1 アルゼンチン・サンティアゴ・デル・エステロ州 3月5日、震源の深さ550 km.[25]

- マグニチュード 5.2 ニューデリー 3月5日、震源の深さ10 km 少なくとも15人が負傷

- マグニチュード 3.6 ニューデリー 3月13日、震源の深さ5 km 8日後に発生した余震

- マグニチュード 6.7 バヌアツ・イサンゲル 3月9日、震源の深さ31.7 km.[26]

- マグニチュード 6.9 北海道・釧路市 3月14日、震源の深さ26.6 km.[27]

- マグニチュード 6.1 日本・千葉県 3月14日、震源の深さ9.5 km.[28] 心臓麻痺により1人死亡

- マグニチュード 6.2 パプアニューギニア 3月14日、震源の深さ47.8 km.[29]

- マグニチュード 6.2 インドネシア 3月20日、震源の深さ67 km.[30]

- マグニチュード 7.4 メキシコ・オアハカ州 3月20日、震源の深さ20 km, 2人が死亡.[31]

- マグニチュード 6.6 ニューギニア島 3月21日、震源の深さ105.9 km.[32]

- マグニチュード 7.1 チリ・タルカ 3月25日、震源の深さ34.8 km.[33] 1人が心臓麻痺で死亡.[34]

- マグニチュード 6.0 メキシコの領海、アカプルコとクリッパートン島の間 3月26日、震源の深さ9 km.[35]

- マグニチュード 6.0 本州東方沖 3月27日、震源の深さ10 km.[36]

### 4月
- マグニチュード 6.0 メキシコ・クアヒニクイラパ 4月2日、震源の深さ9.1 km.[37]

- マグニチュード 6.2 パプアニューギニア 4月6日、震源の深さ85.4 km.[38]

- マグニチュード 8.6 インドネシア・スマトラ島沖 4月11日 震源の深さ 22.9 km マグニチュード8.2を含む余震が複数回発生[39] 10人が死亡[1]

- マグニチュード 6.0 台湾南東沖 4月11日 震源の深さ 10 km.

- マグニチュード 6.5 メキシコ・ミチョアカン 4月11日、震源の深さ20 km.[40]

- マグニチュード 6.2 メキシコ・バハ・カリフォルニア州 4月12日 前日の地震の余震[41]

- マグニチュード 6.2 ドレーク海峡 4月14日、震源の深さ9.9 km.[42]

- マグニチュード 6.5 バヌアツ・イサンゲル 4月14日 震源の深さ 8.0 km.[43]

- マグニチュード 6.2 インドネシア・スマトラ島 4月15日 震源の深さ 15.2 km.[44]

- マグニチュード 6.7 チリ・バルパライソ 4月17日、震源の深さ37 km.[45] 1人が心臓麻痺で死亡[46]

- マグニチュード 6.8 パプアニューギニア・ラエの北約137 km 4月17日 震源の深さ 208.2 km.[47]

- マグニチュード 6.2 サウスサンドウィッチ諸島の東 4月17日 震源の深さ 1 km.[48]

- マグニチュード 6.6 インドネシア・西パプアの北方沖 4月21日 震源の深さ 29.8 km.[49]

- マグニチュード 6.7 トンガ 4月28日、震源の深さ129.4 km.[50]

### 5月
- マグニチュード 6.0 メキシコ・チアパス州 5月1日、震源の深さ14 km.[51]

- マグニチュード 5.6 アゼルバイジャン西部 5月7日、震源の深さ23 km. 2人が死亡、うち1人が壁に押しつぶされ、1人は心臓麻痺による[52]

- マグニチュード 5.9 タジキスタン 5月12日、震源の深さ10 km. 1人が死亡[1]

- マグニチュード 6.2 ペルー-チリ国境付近 5月14日、震源の深さ98.3 km.[53]

- マグニチュード 6.0 パプアニューギニア・ニューブリテン島 5月16日、震源の深さ154 km.[54]

- マグニチュード 6.2 チリ・アイセン州の沖約600 km e 5月18日、震源の深さ10 km.[55][56]

- マグニチュード 6.0 イタリア・エミリア＝ロマーニャ州 5月20日、震源の深さ5.1 km.[57] 7人死亡、50人以上負傷[58]

- マグニチュード 6.4 日本・本州の約180 km東方沖 5月20日、震源の深さ15 km.[59]

- マグニチュード 5.6 ブルガリアの首都ソフィアの西約24 km 5月22日、震源の深さ9.4 km. 女性1人が心臓麻痺で死亡[60]

- マグニチュード 6.1 日本・北海道の北東約 100 km 5月23日、震源の深さ40.7 km.[61]

- マグニチュード 6.2 ノルウェー・トロムソの北西約 600 km 5月24日、震源の深さ8.8 km.[62]

- マグニチュード 6.0 小笠原群島・硫黄島の北西約225 km 5月26日、震源の深さ472.6 km.[63]

- マグニチュード 6.7 アルゼンチン・サンティアゴ・デル・エステロの東約117 km 5月28日、震源の深さ588 km.[64]

- マグニチュード 5.8 イタリア・メドッラ 5月29日、震源の深さ9.6 km. 20人が死亡[65]

### 6月
- マグニチュード 6.0 ボリビア・ヤクイバの南東約8 km、アルゼンチン・タルタガルの北北東約54 km 6月2日、震源の深さ519.6 km.[66]

- マグニチュード 6.3 コスタリカ南部の太平洋岸 6月3日、震源の深さ10 km.[67]

- マグニチュード 6.2 パナマ・ダビッドの南346 kmの太平洋 6月4日、震源の深さ7 km.[68]

- マグニチュード 6.4 パナマ・ダビッドの南346 kmの太平洋 6月4日、震源の深さ5.9 km.[69]

- マグニチュード 6.0 ペルー・アレキパ 6月7日、震源の深さ99.7 km.[70]

- マグニチュード 5.4、マグニチュード 5.7 アフガニスタン 6月11日, Sayi Hazaraの村で地滑りが発生した[71] 75人が地滑りで死亡と報告されている[72]

- マグニチュード 6.1 ルソン島・ダグパン 6月16日、震源の深さ35.3 km.[73]

- マグニチュード 6.4 日本・大船渡市の南東約28 kmの太平洋 6月18日、震源の深さ36 km.[74]

- マグニチュード 6.0 オーストラリア・マッコーリー島の北西24 km 6月22日、震源の深さ9.9 km.[75]

- マグニチュード 6.1 カムチャツカ半島東岸 6月24日、震源の深さ17 km.[76]

- マグニチュード 5.5 中国・四川–雲南の界 6月24日、震源の深さ9.3 km (5.8 miles). 少なくとも4人が死亡、150人以上が負傷[77][78]

- マグニチュード 6.3 新疆ウイグル自治区北部 6月30日、震源の深さ10 km.[79]

### 7月
- マグニチュード 7.0 ニュージーランド・クック海峡 7月3日22:36 NZST、震源の深さ236.1 km. USGSはM6.3としている[80][81]

- マグニチュード 6.3 バヌアツ 7月6日、震源の深さ162.7 km.[82][83]

- マグニチュード 6.0 ロシア・クリリスクの東268 km 7月8日、震源の深さ20 km.[84]

- マグニチュード 6.0 千島列島 7月20日、震源の深さ22.7 km.[85]

- マグニチュード 6.3 千島列島 7月20日.[86]

- マグニチュード 4.9 揚州市 7月20日、震源の深さ13.9 km. 1人死亡[87]

- マグニチュード 6.4 インドネシア・シムル県 7月25日、震源の深さ22 km. 男性1人が自宅から避難中に死亡[88]

- マグニチュード 6.5 ソロモン諸島 7月25日、震源の深さ22.9 km.[89]

- マグニチュード 6.7 ロドリゲス島の北東386 km (240 mi)、モーリシャスの東北東976 km (606 mi) 7月26日、震源の深さ9.8 km.[90]

- マグニチュード 6.5 パプアニューギニア・ニューアイルランド州 7月26日、震源の深さ43.4 km.[91]

- マグニチュード 6.0 グアテマラの太平洋岸、メキシコ・チアパス州 7月29日, 2012 震源の深さ 35.5 km.[92]

### 8月
- マグニチュード 6.1 ペルー中部 8月2日、震源の深さ143.3 km.[93]

- マグニチュード 6.3 パプアニューギニア・ニューアイルランド島 8月2日、震源の深さ70.6 km.[94]

- マグニチュード 6.2 アラスカ・ニコルスキーの南東96 km 8月10日、震源の深さ13.1 km.[95]

- マグニチュード 6.4 イラン・アハル付近 8月11日、震源の深さ9.9 km.[96]

- マグニチュード 6.3 イラン・タブリーズ付近 8月11日、震源の深さ9.8 km.[97]地元当局によると306人が死亡、3,037人が負傷し、2度の地震で広い地域が被害を受けた[98]

- マグニチュード 6.3 新疆ウイグル自治区・ホータン市付近 8月12日、震源の深さ11 km.[99][100]

- マグニチュード 7.7 オホーツク海 8月14日、震源の深さ625.9 km.[101]

- マグニチュード 6.3 インドネシア・スラウェシ島 8月18日、震源の深さ19.9 km, 6人が死亡[102]

- マグニチュード 6.2 パプアニューギニア 8月19日、震源の深さ77.3 km.[103]

- マグニチュード 6.6 モルッカ海 8月26日、震源の深さ91.9 km.[104]

- マグニチュード 7.4 エルサルバドル 8月26日、震源の深さ20.3 km.[105]

- マグニチュード 6.8 ヤンマイエン島 8月30日、震源の深さ9.9 km.[106]

- マグニチュード 7.6 フィリピン・サマール島ギワン付近 8月31日、震源の深さ33 km.1人が死亡、その他負傷者[107]

### 9月
- マグニチュード 6.4 インドネシア・ジャワ島の南 9月3日、震源の深さ8.8 km.[108]

- マグニチュード 6.0 バヌアツ・ソラの北西190 km 9月5日、震源の深さ17.6 km.[109]

- マグニチュード 7.6 コスタリカ・グアナカステ州 9月5日、震源の深さ35 km.[110]

- マグニチュード 5.6 中国・雲南 9月7日、震源の深さ9.9 km. 81人が死亡、821人が負傷、20,000以上の家屋が損壊[111][112]

- マグニチュード 6.1 インドネシア・パプア州の北岸 9月8日、震源の深さ14.1 km.[113]

- マグニチュード 6.0 千島列島 9月9日、震源の深さ58.7 km.[114]

- マグニチュード 6.2 インドネシア・ムンタワイ諸島 9月14日、震源の深さ19.8 km.[115]

- マグニチュード 6.3 メキシコ・ラパス 9月26日、震源の深さ10.1 km.[116]

- マグニチュード 6.4 アラスカ・タナガ島 9月26日、震源の深さ9.9 km.[117]

- マグニチュード 6.0 メキシコ・オアハカ州 9月29日、震源の深さ20 km.[118]

- マグニチュード 7.3 コロンビア・イスノス 9月30日、震源の深さ170 km.[119]

### 10月
- マグニチュード 6.2 日本・宮古市 10月2日、震源の深さ9.7 km.[120]

- マグニチュード 6.0 メキシコ・カリフォルニア湾 10月8日、震源の深さ9.9 km.[121]

- マグニチュード 6.3 インドネシア・バンダ海 10月8日、震源の深さ34.7 km.[122]

- マグニチュード 6.6 南極大陸・バレニー諸島 10月9日、震源の深さ10.2 km.[123]

- マグニチュード 6.2 ロスアンデス 10月11日.

- マグニチュード 6.7 インドネシア・ドボ 10月12日、震源の深さ24.7 km.[124]

- マグニチュード 6.0 セレベス海 10月17日、震源の深さ337.4 km.[125][126]

- マグニチュード 6.2 バヌアツ 10月21日、震源の深さ35.6 km.[127][128]

- マグニチュード 6.0 日本・伊豆諸島 10月23日、震源の深さ446 km.[129]

- マグニチュード 6.0 ニューカレドニア 10月23日、震源の深さ127 km.[130]

- マグニチュード 6.5 コスタリカ 10月24日、震源の深さ20.1 km.[131]

- マグニチュード 5.5  イタリア・モルマンノ 10月25日、震源の深さ3.8 km. 1人が間接的に死亡[132]

- マグニチュード 7.8 カナダハイダ・グワイ 10月28日 震源の深さ 20 km. 震源の深さ8.2 km、余震：マグニチュード6.2 10月29日、震源の深さ10 km.[133][134][135]

### 11月
- マグニチュード 6.2 インドネシア・ジャワ島 11月1日、震源の深さ142 km.[136]

- マグニチュード 6.4 フィリピン 11月2日、震源の深さ54.5 km.[137]

- マグニチュード 6.0 イエメン領海カールスバーグ海嶺 11月6日、震源の深さ10.2 km.[138]

- マグニチュード 7.4 グアテマラ 11月7日、震源の深さ41.6 km, 39人が死亡[1][139][140]

- マグニチュード 6.3 カナダ・バンクーバー島 11月8日、震源の深さ16.6 km.[141]

- マグニチュード 6.8 ミャンマー・シュウェボー 11月11日、震源の深さ9.8 km, 少なくとも死者行方不明者が38人[142]

- マグニチュード 6.0 ペルー中部 11月11日、震源の深さ100 km.[143]

- マグニチュード 6.0 シュウェボー・シュウェボー 11月11日、震源の深さ9.8 km.[144]

- マグニチュード 6.5 グアテマラ 11月11日、震源の深さ27 km.[145]

- マグニチュード 6.4 アメリカ合衆国・アラスカ湾 11月12日、震源の深さ12 km.[146]

- マグニチュード 6.0 チリ・アイセン州 11月13日、震源の深さ9.7 km.[147]

- マグニチュード 6.1 チリ・バエナル 11月14日、震源の深さ61.8 km.[148]

- マグニチュード 6.1 メキシコ・ゲレーロ州 11月15日、震源の深さ60.9 km.[149]

- マグニチュード 6.5 千島列島・ロシア 11月16日、震源の深さ29.1 km.[150]

- マグニチュード 6.1 トンガの北東 11月17日、震源の深さ9.8 km.[151]

### 12月
- マグニチュード 6.4 バヌアツ 12月2日、震源の深さ34.1 km.[152]

- マグニチュード 5.6 イラン 12月5日、震源の深さ5.6 km, 死者行方不明が9人[153][154]

- マグニチュード 7.3 日本三陸沖 12月7日、震源の深さ36.1 km. 1mの津波を記録[155] 3人が死亡[156]

- マグニチュード 6.2 日本・本州 12月7日、震源の深さ29.2 km.[157]

- マグニチュード 6.3 ニュージーランド・北島 12月7日、震源の深さ167.2 km.[158]

- マグニチュード 7.1 インドネシア・バンダ海 12月10日、震源の深さ159.3 km.[159][160]

- マグニチュード 6.4 バハ・カリフォルニア州・エンセナーダ 12月14日、震源の深さ10.1 km.[161][162]

- マグニチュード 6.1 パプアニューギニア・ニューブリテン島 12月15日、震源の深さ52 km.[163]

- マグニチュード 6.1 インドネシア・スラウェシ島 12月17日、震源の深さ18.5 km.[164]

- マグニチュード6.8 バヌアツ 12月21日、震源の深さ207.9 km.[165]

- マグニチュード6.0 パプアニューギニア 12月29日、震源の深さ10.1 km.[166]